# Medicina prehospitalaria

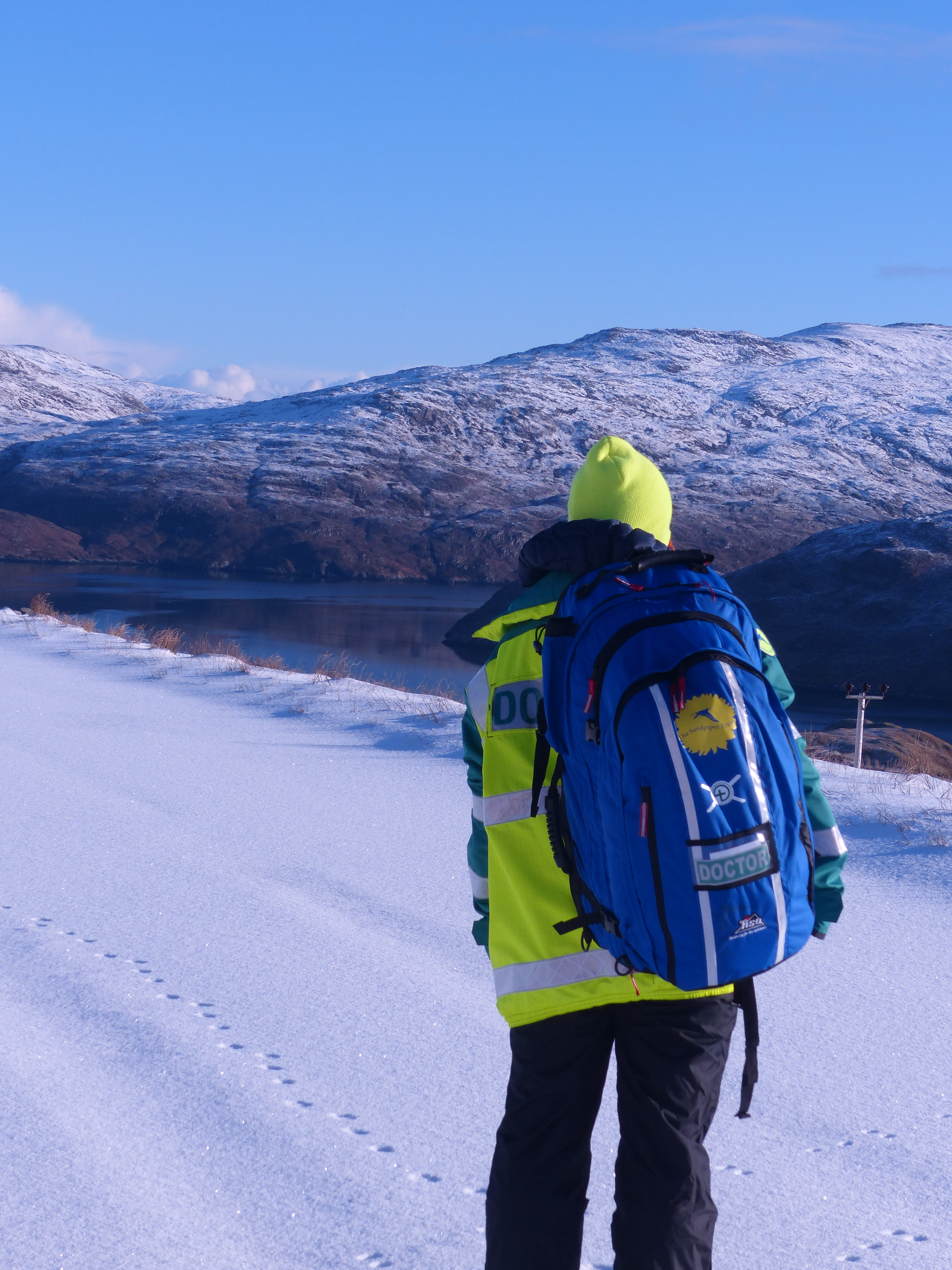
Médico de atención prehospitalaria en las Hébridas, Escocia, que vestía Sandpiper Trust, proporcionó equipo de protección personal y llevaba una bolsa de respuesta de Sandpiper Trust.

La medicina prehospitalaria(APH) es una subespecialidad de la medicina de emergencias y desastres y comprende la suma de acciones y decisiones necesarias para prevenir la muerte o cualquier discapacidad futura del paciente durante una crisis de salud o urgencia.
La Profesión de Atención Prehospitalaria o Paramedicina está definida como la Ciencia Sanitaria que se encarga de la Promoción, Prevención, Atención, Diagnóstico, Terapéutica Paramédica, Rehabilitación y Paliación especialmente  en salud ; tendiente a preservar la vida y a disminuir las complicaciones y riesgos de invalidez y muerte a aquellas personas que han sufrido una alteración aguda de su integridad física o mental, causada por trauma, enfermedad o desastre de cualquier etiología.  Dicha atención es prestada en el sitio de ocurrencia del evento, por un Profesional Paramédico, desde su rescate, transporte y traslado, hasta la admisión en una institución asistencial sanitaria.»  (TIQUE, LUIS. 2017)
El Servicio de Atención Prehospitalaria es el proceso de reconocimiento inicial de estabilización, evaluación, tratamiento y disposición. Varía desde politraumatismos que ponen en riesgo la vida del paciente, pasando por un paro cardiopulmonar y heridas superficiales hasta enfermedades que se sanan por sí mismas. El médico puede pasar directamente de una reanimación cardiopulmonar a la valoración de una faringitis, un esguince, una cefalea, etc. Trata de la atención del paciente fuera del ámbito hospitalario por profesionales de la salud tales como médicos especialistas en Emergenciologia  y paramédicos de emergencias prehospitalarias. Se relaciona con los conceptos de atención prehospitalaria, sistemas de emergencia y sistemas de atención prehospitalarios.
Es importante solicitar el servicio de APH en casos de urgencia crítica y emergencia:
- Accidente de tránsito con herido o lesionado
- Persona herida en vía pública
- Dolor toráxico
- Madre gestante en alto riesgo
- Intoxicación
- Caída de altura
- Persona inconsciente
- Persona que no respira o tiene dificultad para respirar
- Persona con alteraciones en su comportamiento mental
- Herido por arma blanca
- Herido por arma de fuego
- Casos de embarazos con trabajo de parto en curso
- o cualquier caso que usted considere que compromete la salud de una persona[5]

## Etapas
La medicina prehospitalaria tiene un objetivo: estabilizar al paciente antes de la llegada al centro médico, tanto físicamente (tratamientos) como mentalmente (apoyo psicológico). Un servicio de emergencias y urgencias médicas prehospitalarias está basado en la universalidad e integridad, un paciente debe ser atendido sin importar su edad o su historial médico previo. Por supuesto, la medicina prehospitalaria divide la evolución de las organizaciones de atención prehospitalaria en un país en cuatro etapas:
1. Unidad prehospitalaria: una ambulancia depende de un centro asistencial de baja complejidad, atiende solo los servicios generados en el establecimiento, con su personal y equipamiento, utiliza sus sistemas de comunicación. Es decir cuando se desplazan los recursos, disminuye la capacidad operativa del centro asistencial, o se programa al personal en horas extraordinarias.
2. Servicio prehospitalario: un grupo de ambulancias que atiende no solo los servicios del hospital, sino un área de la ciudad, que puede abarcar varias jurisdicciones locales. Cuenta con personal público y privado con equipamiento propios. Tiene un centro regulador de llamadas telefónicas y despacho de unidades.
3. Sistema prehospitalario: un grupo de ambulancias con centralización de la organización y descentralización operativa, atiende una metrópoli. Tiene un centro regulador, personal propio. Tiene diversos tipos de unidades móviles.
4. Sistema integrado interinstitucional: engloba organismos de seguridad pública, como la policía nacional, cuerpo de bomberos voluntarios, sistemas prehospitalarios, servicios especializados de rescate y evacuación aéreo médica, público y privado. El sistema coordina las actividades de atención prehospitalaria en un país.

Se ha propuesto una quinta etapa del desarrollo evolutivo de los sistemas de emergencia, que sería:
- Sistema mundial o global de emergencias: ente que coordinaría las acciones a nivel mundial.